# پارسنز (تنسی)
پارسنز(به انگلیسی: Parsons) شهری در ایالت تنسی کشور ایالات متحده آمریکا است که جمعیت آن در سرشماری سال ۲۰۱۰ میلادی، ۲٬۳۷۳ نفر بوده‌است.